# Le Lion de Saint-Pétersbourg
Pour plus de détails, voir Fiche technique et Distribution.
Le Lion de Saint-Pétersbourg (I leoni di Pietroburgo) est un film d'aventures historiques italien réalisé par Mario Siciliano et sorti en 1972.

## Synopsis
Durant la révolution russe, deux hommes vont se retrouver rivaux... 

## Fiche technique
- Titre français : Le Lion de Saint-Pétersbourg[1]
- Titre original italien : I leoni di Pietroburgo[2]
- Réalisateur : Mario Siciliano
- Scénario : Mario Siciliano, Piero Regnoli (sous le nom de « Dean Craig »), Stefan Topaldjikoff
- Photographie : Gino Santini
- Montage : Giancarla Fusco
- Musique : Gianfranco Plenizio (it)
- Décors : Luciano Vincenti (it)
- Costumes : Osanna Guardini
- Maquillage : Duilio Giustini
- Production : Mario Siciliano
- Société de production : Metheus Film
- Pays de production :  Italie
- Langue originale : italien
- Format : Noir et blanc - 1,37:1 - Son mono - 35 mm
- Durée : 98 minutes
- Genre : Aventures historiques
- Dates de sortie :
  - Italie : 21 janvier 1972
  - France : 27 septembre 1973

## Distribution
- Mark Damon : Eldar Khan
- Erna Schürer : Anastasia
- Gary Wilson : Pavel Korolenko
- Barbara O'Neil : Tamila
- Franco Fantasia (sous le nom de « Frank Farrell ») : Colonel Goricev
- Anthony Lee :
- Joe Wall :
- Carla Mancini :
- Piero Regnoli :
- Dadov :